# Pointe du Morne aux Fous
La pointe du Morne aux Fous est un cap de Guadeloupe appartenant administrativement à Deshaies.

## Géographie
Il forme avec la pointe Soldat l'anse des Fous où se trouve l'embouchure de la ravine Mazeau.

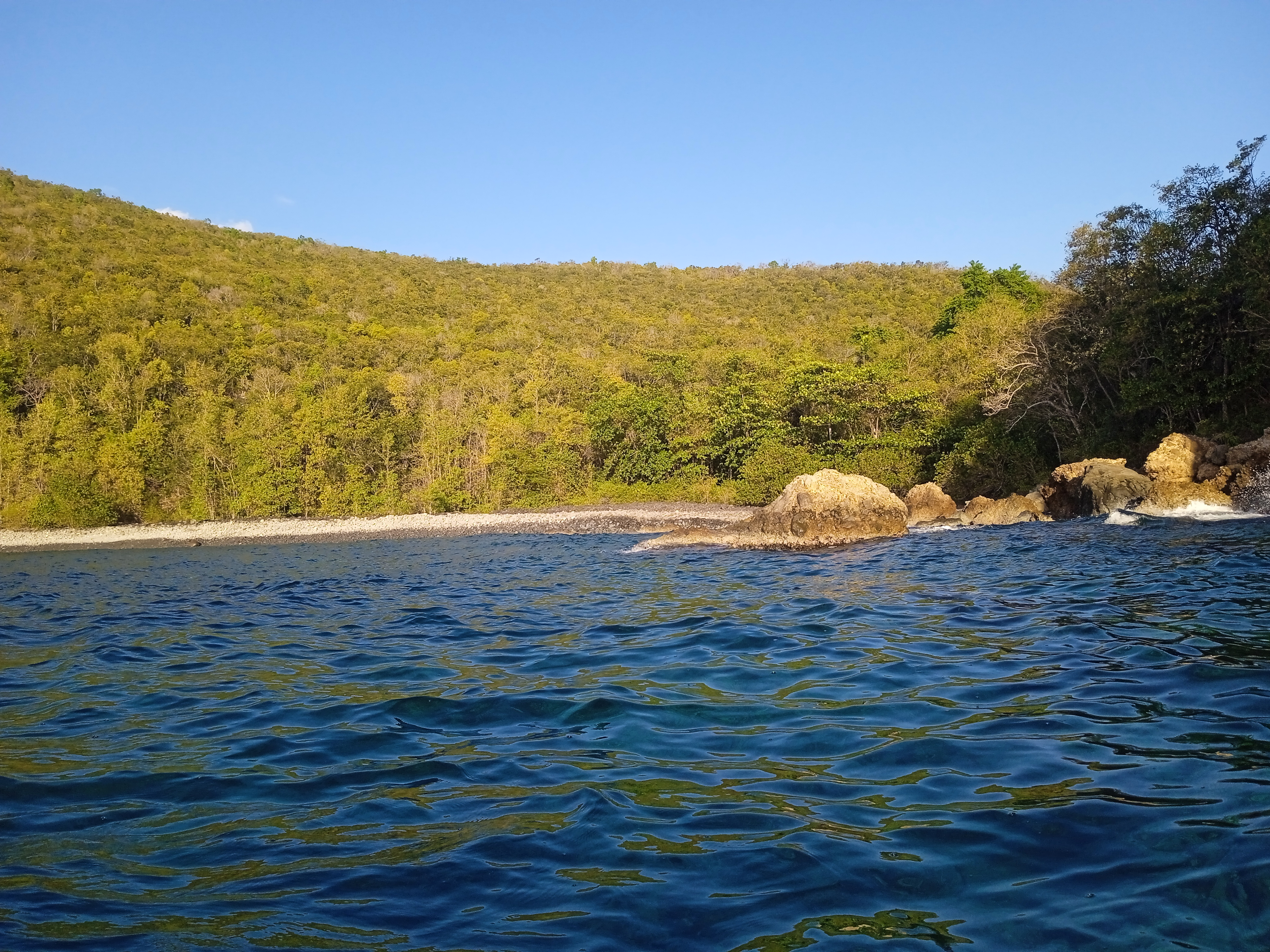
Anse des Fous.
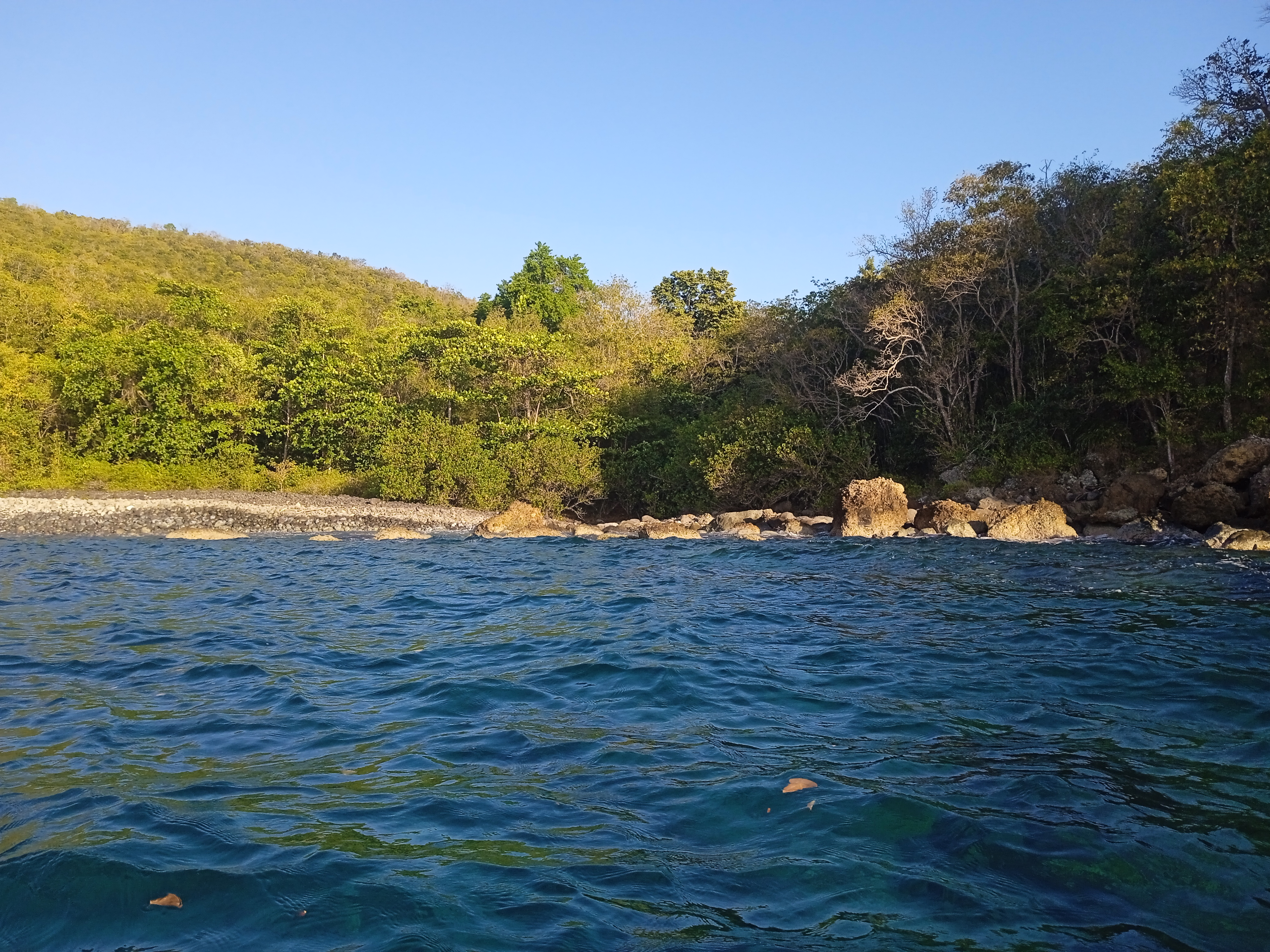
Embouchure de la ravine Mazeau.